# Lead user
 (décembre 2017).
Si vous disposez d'ouvrages ou d'articles de référence ou si vous connaissez des sites web de qualité traitant du thème abordé ici, merci de compléter l'article en donnant les références utiles à sa vérifiabilité et en les liant à la section « Notes et références ».
La notion de lead user est apparue dans les théories de l'innovation par les utilisateurs par le biais de l'économiste américain Von Hippel dès les années 1970.

## Description
Un lead User, comme défini par Von Hippel, est un individu ou une organisation qui anticipe, nettement à l'avance, des besoins cruciaux du grand public et qui croit tirer profit de la satisfaction de ces besoins.
Depuis, de nombreuses publications et recherches ont contribué au développement de la notion de lead User' et démontré son importance dans le processus d'innovation (Seybold 2006, Prahalad et Ramaswamy 2000, West 2003, Chesbrough 2003...).
Traditionnellement, les besoins d'un client devraient être analysés par les Responsables Marketing pour pouvoir lui transmettre une offre. Le client ne participait pas à la conception ou au développement du nouveau produit et/ou service qui lui seraient proposés.
Le principal apport de Von Hippel est d'avoir positionné une catégorie particulière de clients au premier rang dans le processus d'innovation, ayant un rôle à la fois actif et décisif. Encore faut-il que les entreprises désirant générer des concepts innovants en collaboration avec des lead users adaptent ou changent leurs systèmes d'information mettant à la disposition de ces utilisateurs pionniers les ressources et outils nécessaires leur permettant la conception de nouveaux produits.
Les lead users comme leur nom l'indique sont des avant-gardistes présentant une forte expérience et ayant une large connaissance d'un domaine donné (des experts dans un domaine particulier).
L'identification des lead users par les entreprises est aussi difficile et essentielle pour elles que de repérer les innovations dont ils sont à l'origine. Plusieurs méthodes ont été proposées, notamment à travers les travaux de recherches en Marketing, dont l'auto-évaluation par questionnaire et la désignation par les pairs mais aucune d'entre elles ne fait état d'outil formalisé et validé.
Il ne faut pas confondre lead user et leader d'opinion. En effet, un lead user est un inventeur, un concepteur mais son invention, aussi révolutionnaire soit-elle, risque de rester au stade de l'invention non commercialisée si elle n'est pas soutenue par un leader d'opinion qui est en fait un influenceur communicateur capable d'orienter le choix des consommateurs vers le nouveau produit.